# Panonychus caricae
Panonychus caricae är en spindeldjursart som beskrevs av Hatzinikolis 1984. Panonychus caricae ingår i släktet Panonychus och familjen Tetranychidae. Inga underarter finns listade i Catalogue of Life.